# 刀悶純祖
刀悶純祖，（?—1891年），中國清朝時期鎮康州土司，1890年—1891年在位，是上任土司刀悶錦圖之子。1890年刀悶錦圖在兵亂中被殺害，由其子刀悶純祖襲位，刀悶純祖病故後，無子承嗣，胞弟刀悶純興襲封土司。